# 9620 Ericidle
9620 Ericidle là một tiểu hành tinh vành đai chính ở vành đai tiểu hành tinh giữa Sao Hỏa và Sao Mộc.